# Max Wien
Pour les articles homonymes, voir Wien.
Max Wien, né à Königsberg en province de Prusse en 1866 et mort à Iéna en 1938, est un physicien allemand. Il dirigea l'Institut de Physique de l'Université d'Iéna.
Il inventa l'émetteur à étincelles (un générateur d'oscillations électromagnétiques légèrement amorties, utilisé par exemple sur le Titanic) entre 1906 et 1909 et l'oscillateur à pont de Wien en 1891. Toutefois, Wien n'eut pas les moyens de développer un amplificateur électronique (William Hewlett, cofondateur de Hewlett-Packard, le réalisa en 1939).

## Biographie
Les ancêtres de Wien étaient des marchands de biens du Mecklembourg, dont l'achat de terres avait fait la prospérité. Son père était grossiste en grains à Kœnigsberg.
Max Wien voulait étudier la physique, comme l'avait fait son cousin et futur prix Nobel Wilhelm Wien, avec lequel il demeura en relation toute sa vie : c'est ainsi qu'en 1884 il s'inscrivit à l'université de Kœnigsberg, avant de passer six mois sur les bancs de l’université de Fribourg et de partir en 1885 à Berlin. En 1887, il prépare sa thèse sous la direction d'Helmholtz et de Kundt consacrée à la mesure de la puissance sonore avec le résonateur de Helmholtz, auquel il adapte une capsule manométrique.
Puis Wien effectua son service militaire dans le 3e régiment de cuirassiers de Kœnigsberg, avant de retrouver Berlin en 1889, et de se remettre à ses recherches d'acoustique. En 1892 il obtient un poste d'assistant auprès de Rœntgen à Wurtzbourg. Il soutient en 1893 sa thèse d'habilitation consacrée à une nouvelle balance électromagnétique.
Promu privat-docent de l’École des Mines d’Aix-la-Chapelle en 1898, il y obtient une chaire de professeur la même année. Il s'intéresse alors à la télégraphie sans fil.
En 1904, Wien se vit offrir le poste de professeur titulaire au tout nouvel Institut technique de Dantzig. En 1911, il devenait directeur de l'Institut de Physique de l'Université d'Iéna. Il y mit au point, entre 1906 et 1909, un émetteur à étincelles et consacra plusieurs articles aux propriétés du courant alternatif, aux signaux électriques et à la télégraphie sans fil. Il critiqua la théorie de l'audition par la résonance de Helmholtz (Wienscher Einwand). Le comportement des électrolytes sous un courant fort porte le nom d'« effet Wien. »
Pour occuper la chaire de physique théorique à Iéna, Wien désirait recruter un étudiant d'Arnold Sommerfeld, mais si possible non-juif, comme il s'en ouvrit à son cousin Wilhelm Wien. Son antisémitisme se reflétait jusque dans ses lettres à son cousin, par exemple à propos de la nomination d’Heinrich Rubens à Berlin ou des postes à pourvoir à Iéna ; pourtant, Erwin Schrödinger, dans son autobiographie Ma vie, mon point de vue sur le monde, décrit Wien comme « modérément antisémite. »
Dès le début de la Première Guerre mondiale, Wien fut nommé directeur des recherches radiotechniques de l'armée, avec grade de Rittmeister. À l'automne 1914, il se consacra à la conception d'armes à longue portée. Il s'entretint avec Ferdinand von Zeppelin de la possibilité de guider un navire depuis un aéronef. À la fin de cette année 1914, il cosigna avec 15 autres chercheurs l'appel de son cousin Wilhelm Wien, de ne pas citer plus d'auteurs britanniques que d'auteurs germanophones dans les communications scientifiques. Son département accueillit plusieurs étudiants remarquables, comme Walther Gerlach, Robert Wichard Pohl et Gustav Hertz. En ce qui concerne les buts de guerre, Wien était partisan d'une annexion territoriale des « territoires germaniques », accompagnée de l'expulsion des populations non-allemandes.
Wien présida l'Association allemande des Physiciens de 1924 à 1925. Il s'associa en 1920 à Iéna la collaboration d'Erwin Schrödinger, mais ce dernier ne demeura près de lui que six mois. Wien adhérait alors au Deutschnationale Volkspartei. Conformément à la loi sur les carrières de fonctionnaire, il prit sa retraite en 1935, à l'âge de 65 ans. L'année suivante, il rédigea, avec Werner Heisenberg et Hans Geiger la protestation, signée par 75 professeurs, contre les attaques de la Deutsche Physik (groupée autour de Johannes Stark et de Philipp Lenard) envers la physique moderne (c'est-à-dire la Relativité et la quantique).